# 급성 출혈 결막염

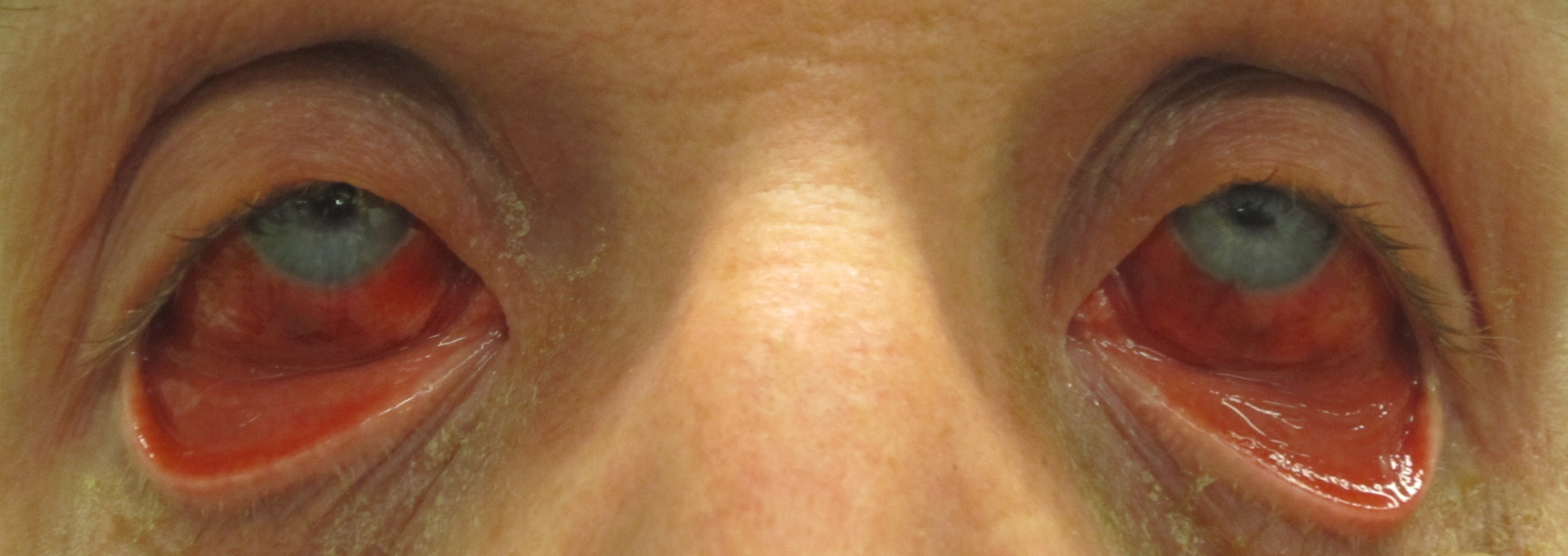
염증을 더 잘 보이기 위해 눈꺼풀을 고의로 내린 상태.

급성 출혈 결막염(出血結膜炎, acute hemorrhagic conjunctivitis, AHC) 또는 아폴로 눈병은 매우 전염성이 높은 결막염 바이러스가 기원으로, 분홍빛의 눈을 특징으로 하는 염증이다. 증상으로는 극심히 빨갛게 부어오르는 눈, 결막하출혈이 있다. 현재 뚜렷한 치료법은 없으며 환자들은 바이러스가 5~7일 간 잠식해 있는 동안 그저 증상을 견뎌내어야 한다. 가나에서 처음 식별되었으며 이 바이러스는 현재 중국, 인도, 이집트, 쿠바, 싱가포르, 타이완, 일본, 파키스탄, 타이, 미국 등에서 관찰되고 있다.

## 병인
연구된 주된 바이러스는 세 가지가 있으며, 급성 출혈 결막염을 책임지는 작용제에는 엔테로바이러스 70, 콕사키바이러스 A24 변종 (CA24v), 아데노바이러스 11을 포함한다.
이 결막염은 오직 인간 숙주 안에서만 존재하며 감염자 또는 감염자가 사용한 수건 등의 물품을 통한 인간간 접촉을 통해 전이된다. 분변-구강 경로를 통해서도 쉽게 전이가 가능하므로 위생 수준이 낮은 지역에서 흔히 볼 수 있다. 감염된지 1~2일 내에 증상은 명백해지기 시작한다.

## 치료
현재 이용 가능한 치료법은 없다. 바이러스는 5~7일 안에 스스로 사멸하는 것이 보통이다. 스테로이드를 복용하면 각막 세균 중복감염을 일으킬 수 있으며 제거를 위해 항균 치료가 필요하다.

## 참고 문헌
- Acute Hemorrhagic Conjunctivitis - eMedicine
- Chowell, George et al. " Characterization of an Outbreak of Acute Hemorrhagic Conjunctivitis in Mexico, 2003." Digital Journal of Ophthalmology. 11. (2005): n. page. Web. 15 May. 2013. <http://www.djo.harvard.edu/site.php?url=/physicians/oa/712 보관됨 2021-04-24 - 웨이백 머신>.
- Lurie, Emma. "Enterovirus 70." Adopt a Microbe. Unknown, 14 04 2009. Web. 15 May. 2013. <http://adoptamicrobe.blogspot.com/2009/04/enterovirus-70.html>.
- Unknown, . Canada. Pathogen Regulation Directorate, Public Health Agency of Canada. ENTEROVIRUS 70. 2010. Web. <http://www.phac-aspc.gc.ca/lab-bio/res/psds-ftss/enterovirus-70-eng.php>.
- Unknown, . "Coxsackie Virus A24." European Virus Archive. European Virus Archive. Web. 15 May 2013. <https://web.archive.org/web/20160303212717/http://www.european-virus-archive.com/Portal/produit.php?ref=579&id_rubrique=1%3E.
- Lin, KH; Wang, HL; Sheu, MM; Huang, WL; Chen, CW (1993). “Molecular epidemiology of a variant of coxsackievirus A24 in Taiwan: two epidemics caused by phylogenetically distinct viruses from 1985 to 1989”. 《Journal of Clinical Microbiology》 31 (5): 1160–6. PMC 262896. PMID 8388888.